# 福西電機
福西電機株式会社（ふくにしでんきかぶしきがいしゃ）は、大阪府大阪市北区に本社を置く、電設資材、電子機器、制御・通信機器等、エレクトロニクス商材を中心に取り扱う専門商社。

## 沿革
- 1946年　福西貞夫が大阪市北区太融寺町において創業。1951年会社設立。
- 1956年　本社を大阪市北区兎我野町に移転。本格的建築の増加により配線器具、照明器具、受配電盤、電線、電線管等の取扱著増。
- 1961年　本社を大阪市北区与力町に新築移転する。
- 1963年　東京都港区に東京支店開設。
- 1982年　大阪、特販の両営業部が、それぞれ大阪福西電機株式会社、福西電機産業株式会社として独立分社。
- 1984年　第3の分社として福西電機器材株式会社を設立。
- 1992年　大阪市東成区に深江物流センターを開設。
- 1993年　グループ各社を統合し、福西電機株式会社として再発足。東京本社ビル（三田ビル）竣工。
- 1995年　大阪市北区与力町にビル竣工。本社移転。
- 1997年　東京都品川区に品川物流センターを開設。
- 2002年　寝屋川市に大阪物流センター開設。堺市に南大阪物流センター開設
- 2004年　松下電工株式会社（現パナソニック株式会社）の関連会社へ。
- 2005年　誠光電機株式会社から営業譲渡。福西電機物流システム株式会社からエフ・テクノ株式会社に社名変更。
- 2007年　建設業許可において大臣許可を取得。
- 2016年　組織の改編により関西支社、西日本支社、東日本支社の3 支社制へ移行。
- 2020年　エリア別支社制から事業制に組織を再編。
- 2023年　東京物流センター新設にて、品川物流センター機能を移管
- 2025年　ＯＡＰオフィス新設にて、本町オフィス機能を移管

## 事業所
- 本社　大阪市北区与力町7番5号
- 東京、名古屋、大阪、兵庫、滋賀、和歌山、広島、福岡

## 子会社
- エフ・テクノ株式会社